# Kintetsu
Kintetsu (jap. 近鉄), pełna nazwa: Kinki-Nippon Tetsudō (jap. 近畿日本鉄道) – sieć prywatnej kolei aglomeracyjnej funkcjonująca między Osaką, Narą, Kioto, Nagoją i miastami zachodniego wybrzeża zatoki Ise (prefektura Mie).

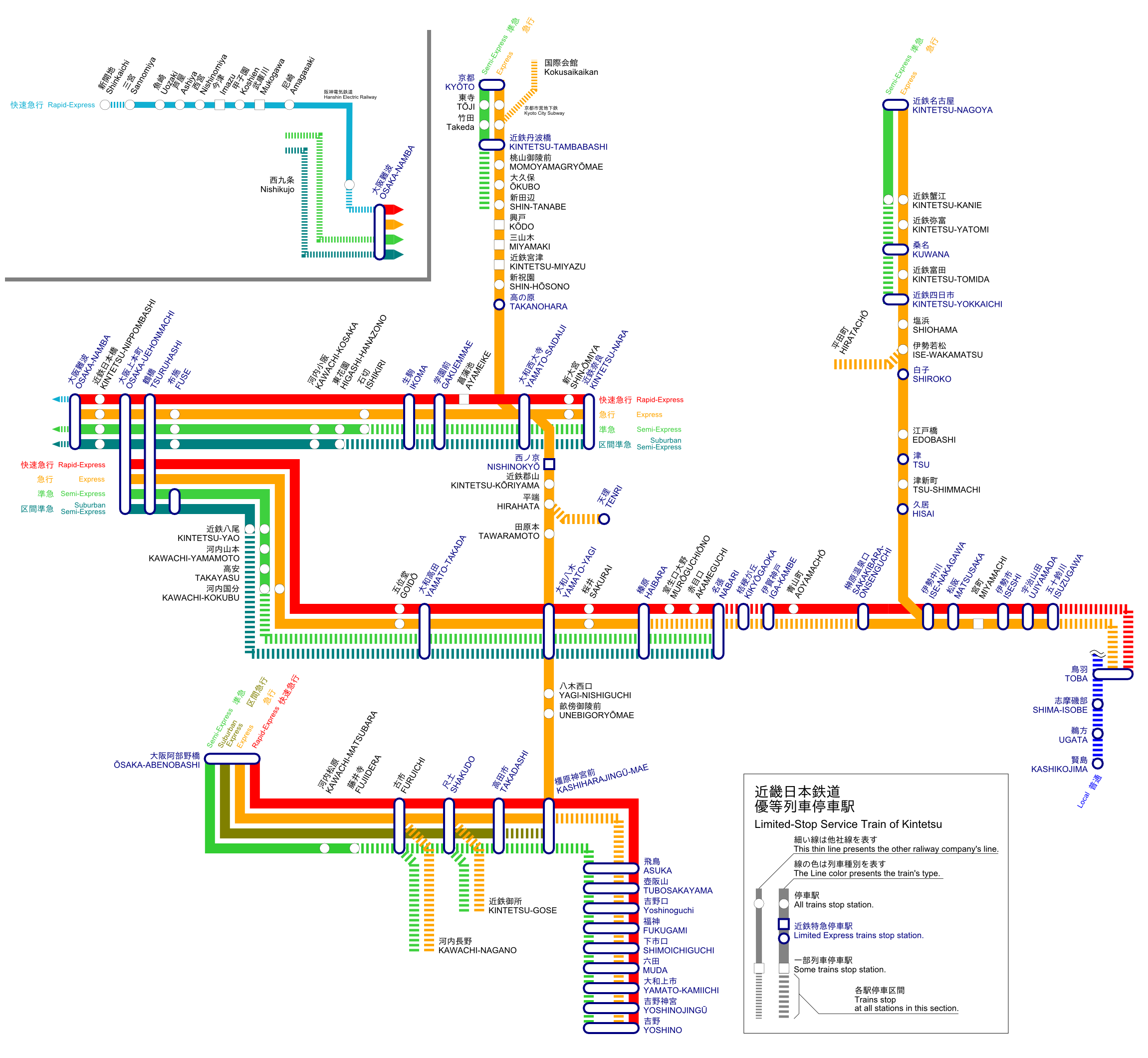
Kintetsu, sieć pociągów pośpiesznych. Linie wyłącznie z ruchem lokalnym oraz układ linii ekspresów tokkyū pominięto

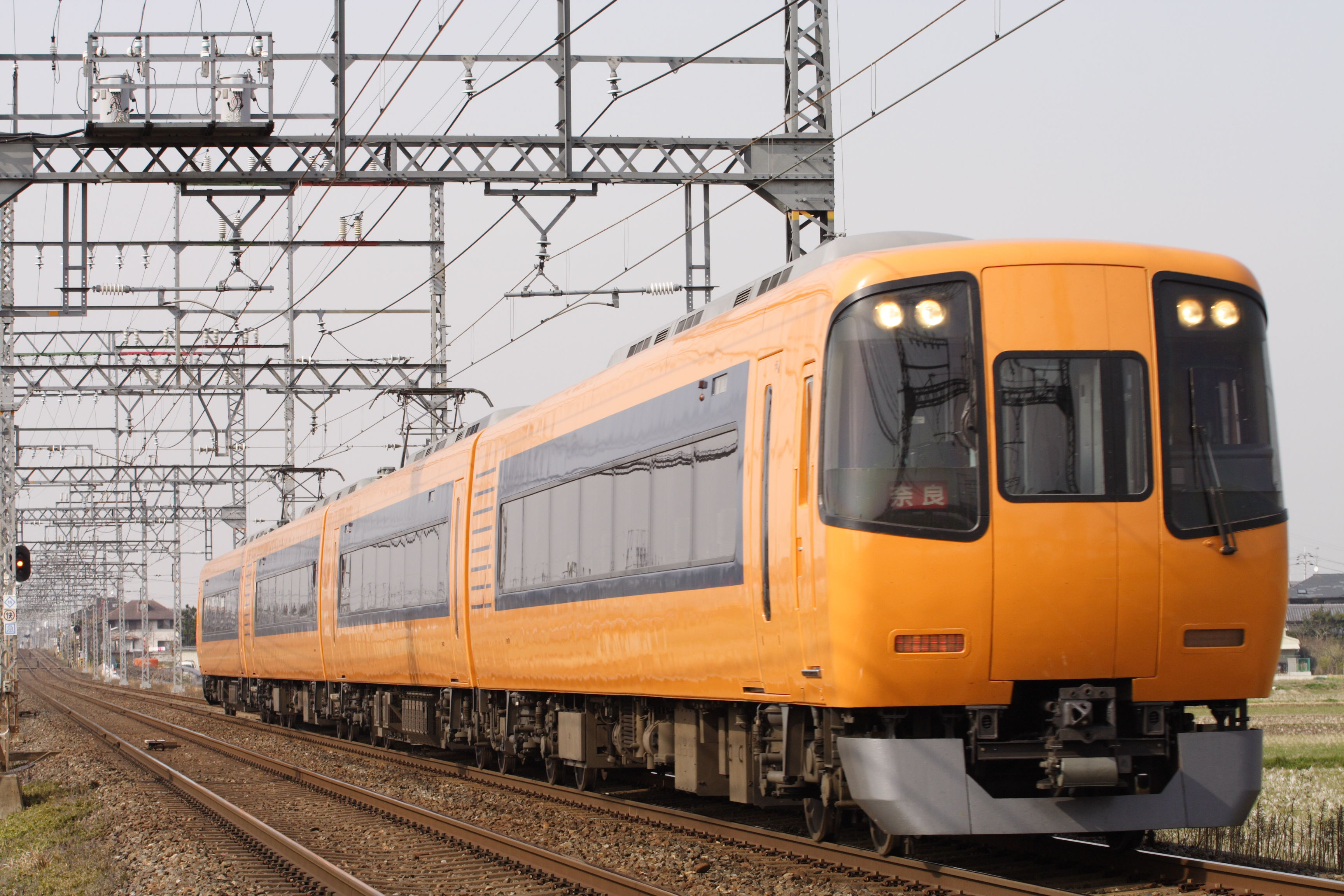
EZT typu „22000” dla tokkyū – wersja na tor normalny

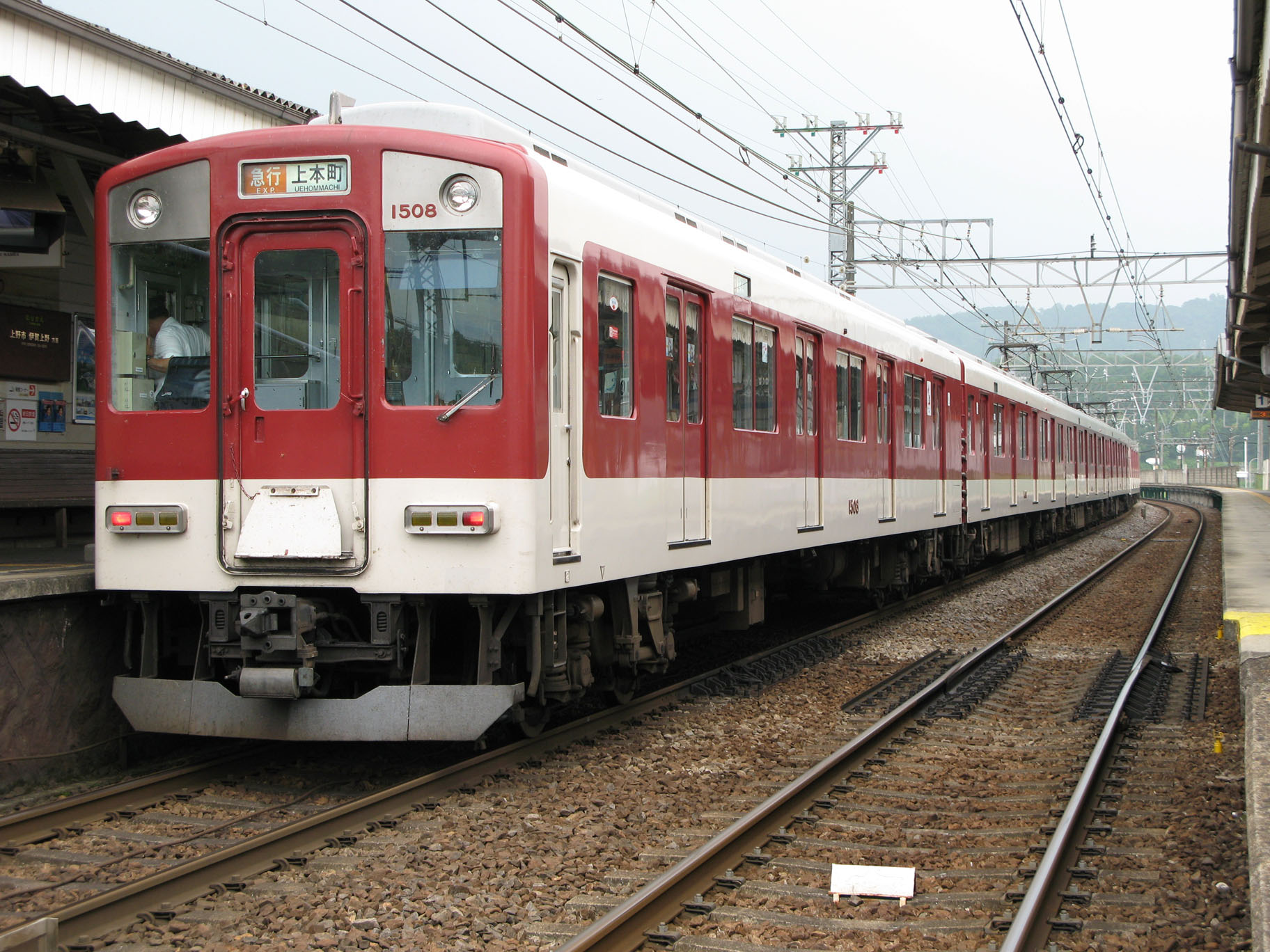
Typowy pociąg aglomeracyjny w starszym malowaniu – EZT typu „16400”

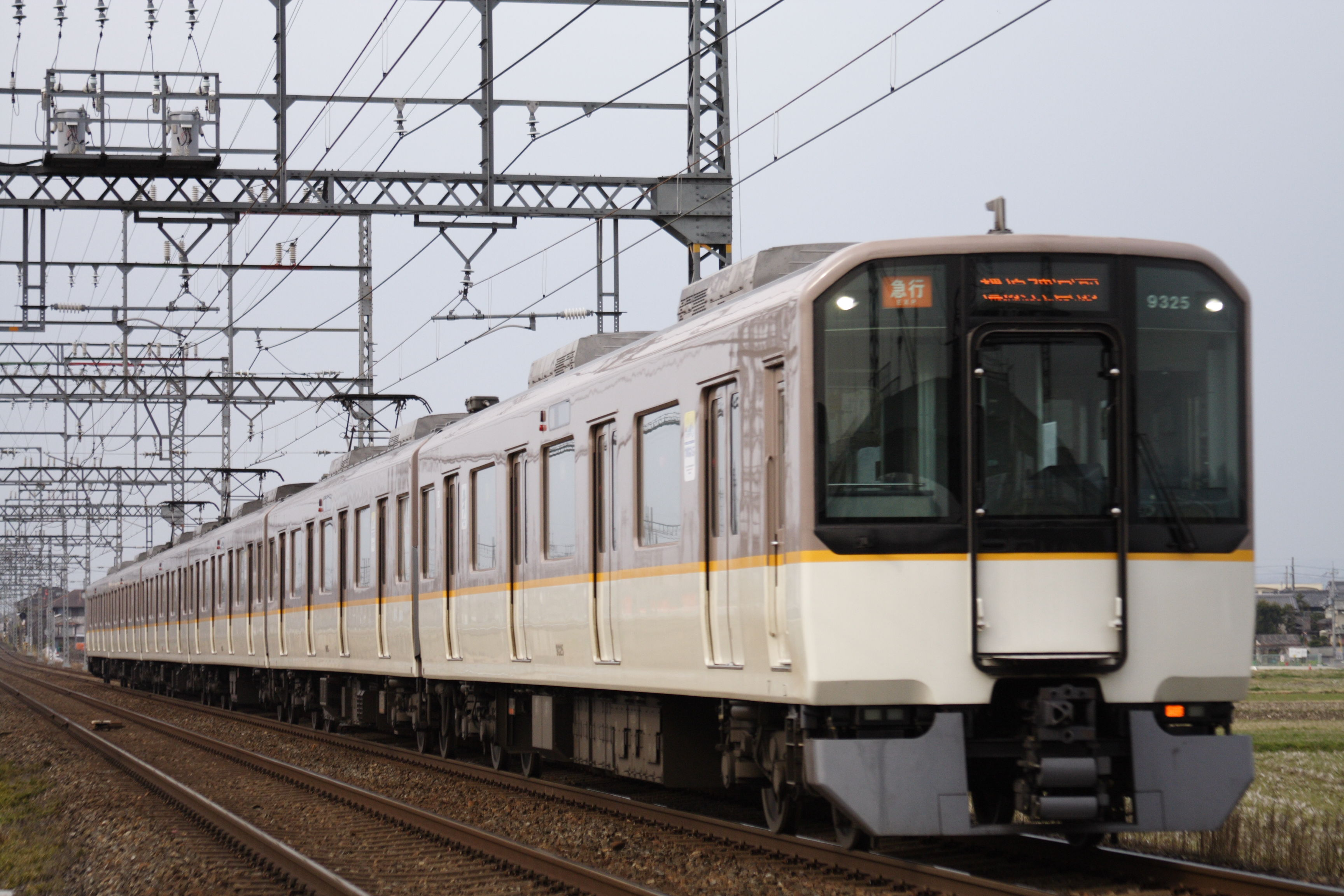
Typowy pociąg aglomeracyjny w nowszym malowaniu – EZT typu „9820”

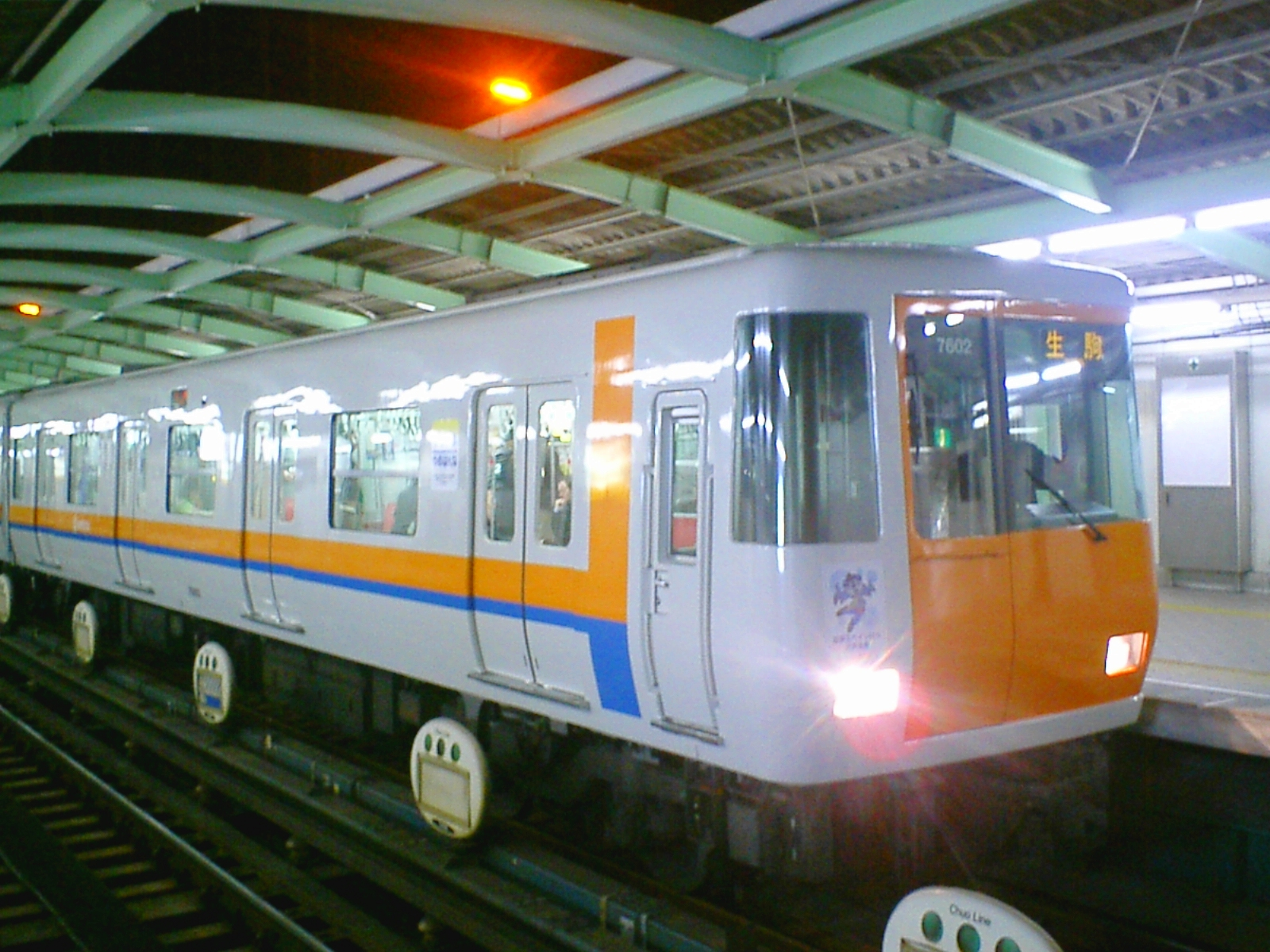
EZT typu „7000” zasilany z dołu na Chūō-sen metra w Osace

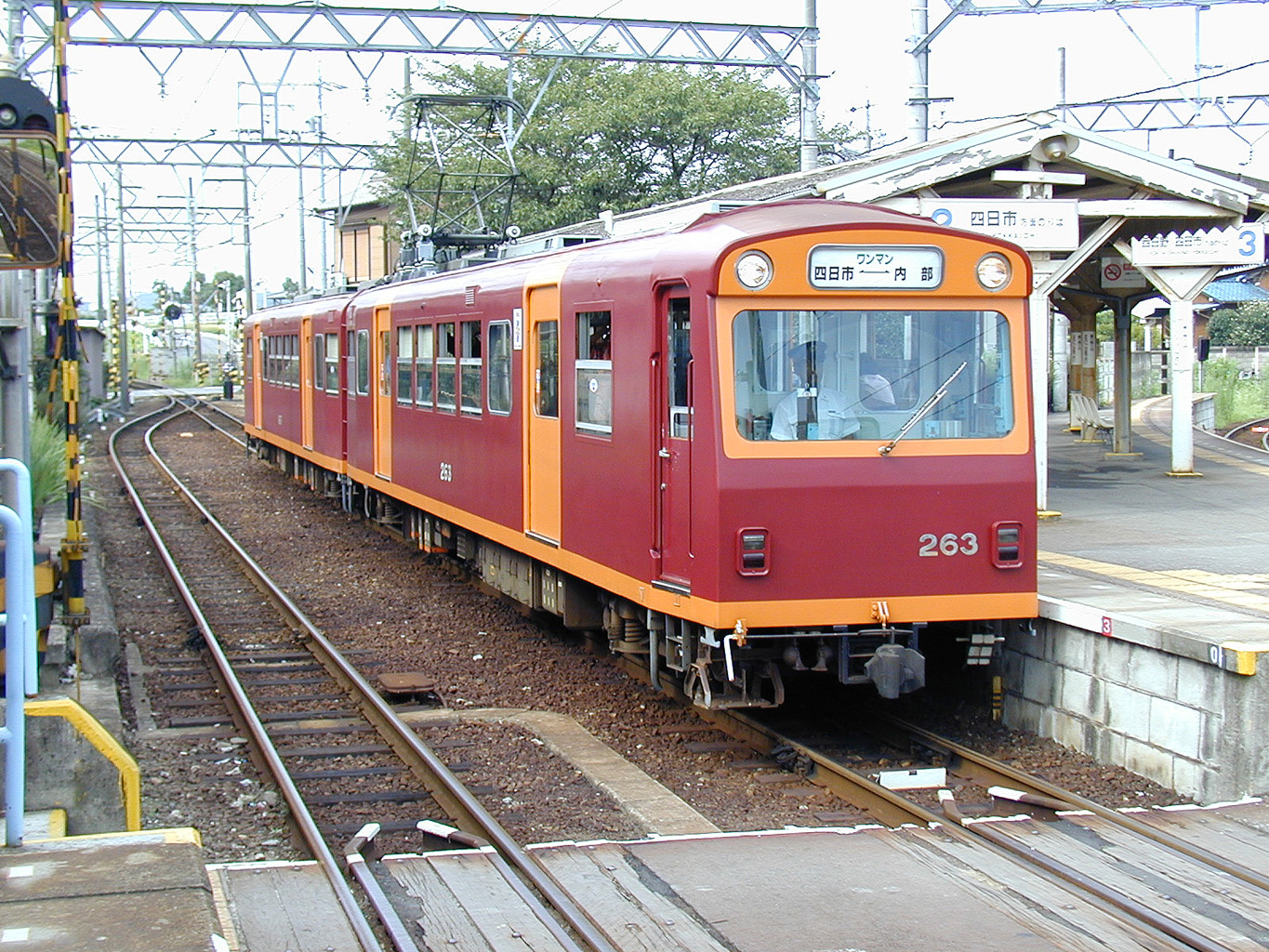
EZT typu „260” dla linii 762 mm w Yokkaichi

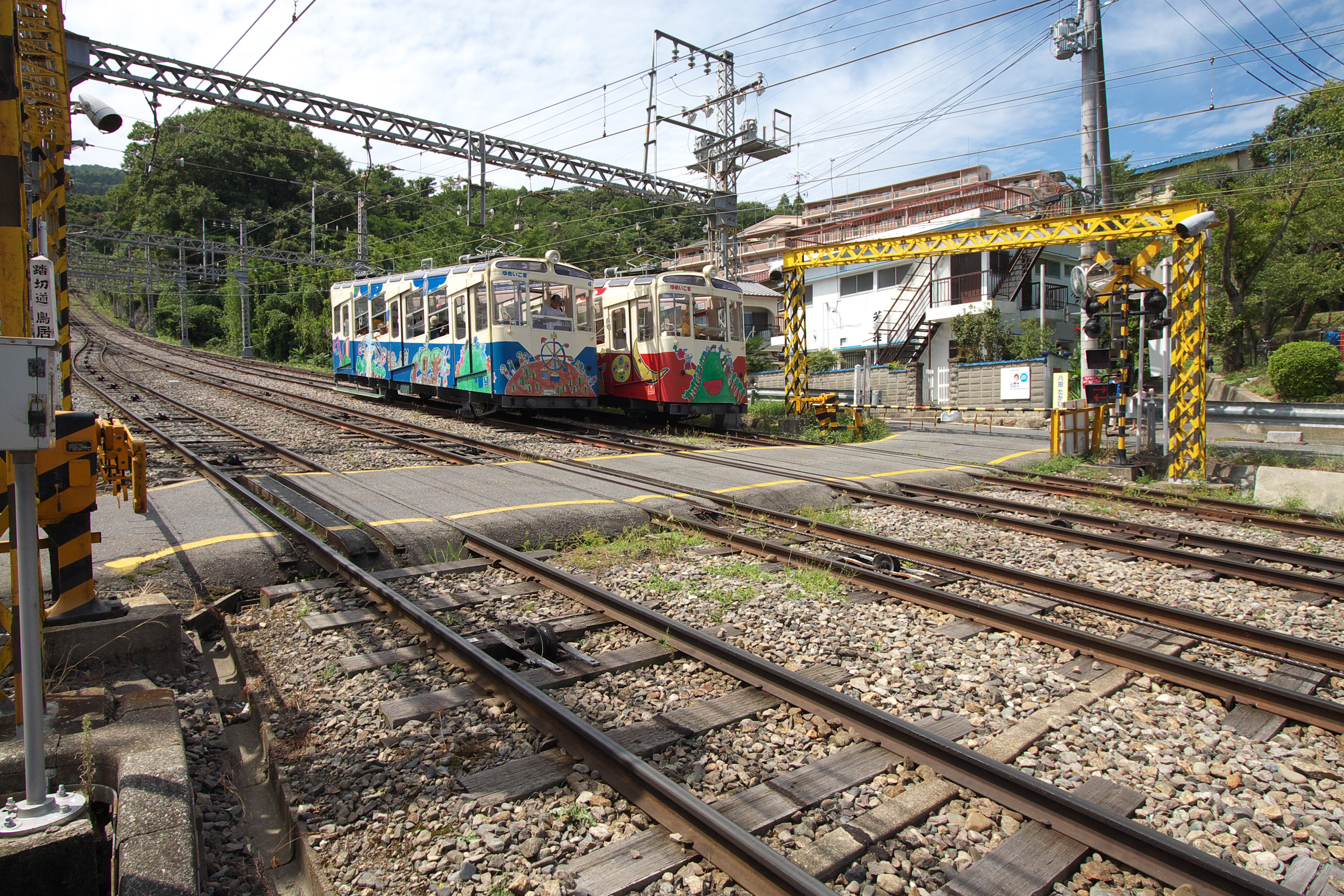
Ikoma. Mijanki i przejazd na linii funikularów Kintetsu

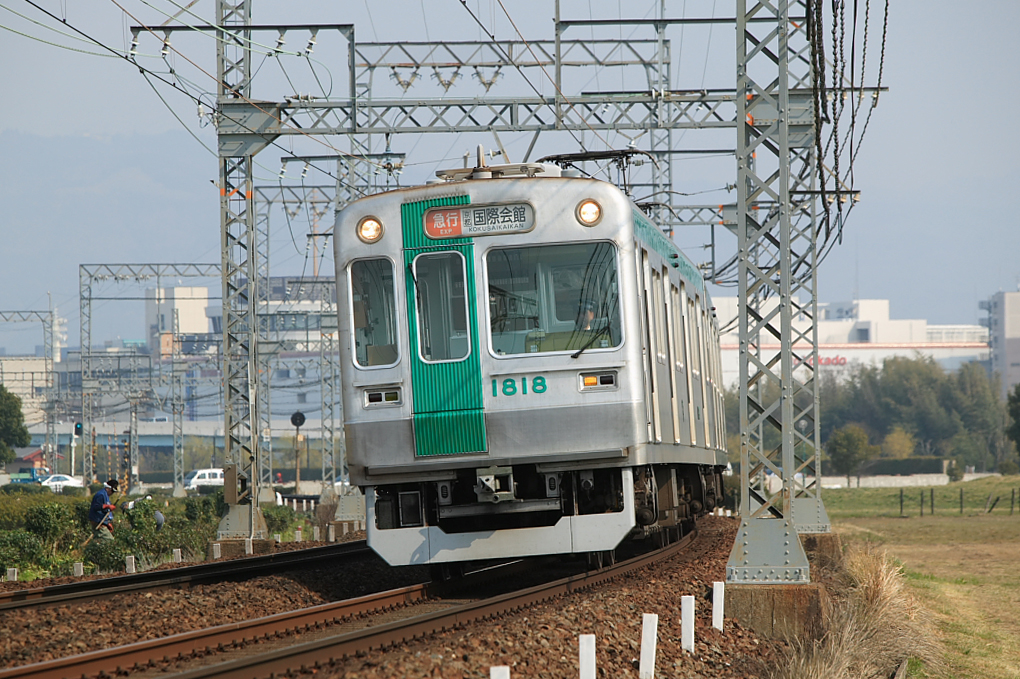
EZT typu „10" linii Karasuma metra kiotańskiego na Kyōto-sen

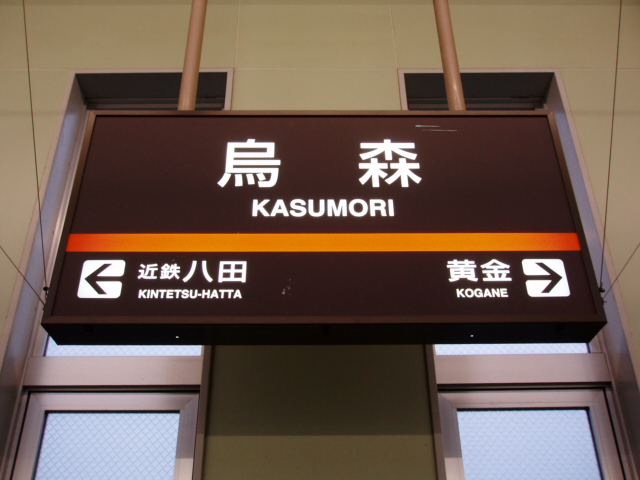
Typowy szyld peronowy Kintetsu

Jest to największa, prywatna sieć kolejowa w Japonii: długość eksploatowanych linii wynosi 508,3 km, a po włączeniu linii Kintetsu, eksploatowanych przez koleje „trzeciego sektora” – 582,3 km. Większość linii zbudowana jest na torze normalnym, niewielka część sieci – na torze 1067 mm, a dwie krótkie linie dowozowe – na torze 762 mm. Liczba stacji – 294. Roczne przewozy – 610 mln 33 tys. pasażerów (dziennie ok. 1,7 mln osób; 2006). Kolej posiada 1976 wagonów i zatrudnia 8419 osób. Wyróżnikiem Kintetsu wśród innych kolei prywatnych, funkcjonujących w japońskich metropoliach, jest znaczny udział ruchu międzymiastowego, obok dominującego ruchu aglomeracyjnego. „Kinki” w pełnej nazwie kolei odnosi się do nazwy regionu, w którym funkcjonuje.

## Sieć

### Kierunek Osaka – Matsusaka – Shima
- Ōsaka-sen: Uehonmachi – Yamato-Yagi (m. Kashihara) – Iga-Kambe – Ise-Nakagawa (m. Matsusaka). Magistrala łączy Osakę przez miasto Kashihara na południu prefektury Nara z miastami prefektury Mie. Nad zatokę Ise linia przedostaje się Nowym Tunelem Aoyama długości ok. 7 km. Na odcinku Uehonmachi – Kawachi-Yamamoto linia przebiega na estakadzie. Długość linii – 108,9 km (z wyjątkiem linii JR oraz kolei "trzeciego sektora" druga najdłuższa linia kolejowa po linii Tōbu Isesaki, a jednocześnie najdłuższa całkowicie dwutorowa). Dopuszczalna prędkość maksymalna w zasadzie nie przekracza 120 km/h. Obciążenie: 19/15 par pociągów na godzinę w rejonie Osaki; 13/10 na wschód od Yamato-Yagi.
  - Shigi-sen: Kawachi-Yamamoto – Shigisan-guchi; odgałęzienie we wschodniej części aglomeracji Osaki (m. Yao). Długość 2,8 km. Obciążenie: 4 pary pociągów na godzinę. Linia kończy się funikularem:
    - Nishi-Shigi Kōsaku-sen (pol.: „Kolej Linowa Zachodniego Shigi”) – tor 1067 mm. Długość linii 1,3 km, przewyższenie 355 mm, maksymalny spadek – 48%.

  - Iga-sen: Iga-Kanbe – Iga-Ueno; linia obsługuje miejscowości w dolinie rzeki Kizugawa. Należy do kategorii 3 tras: infrastruktura jest własnością Kintetsu, ale eksploatacją zajmuje się kolej „trzeciego sektora” Iga Tetsudō. Długość trasy 16,6 km, roczne przewozy 2200 tys. osób.
- Yamada-sen (dług. 28,3 km), Toba-sen (dług. 13,2 km), Shima-sen (dług. 24,5 km) – kolejne odcinki linii, będącej południowym przedłużeniem Ōsaka-sen. Przebieg: Ise-Nakagawa – Ujiyamada (m. Ise) – Toba – Kashiko-jima (m. Shima). Obciążenie: 9/6 – 6/4 pary pociągów na godzinę.

Stacja Kashiko-jima znajduje się 174,9 km od Osaki i 144,8 km od Nagoi. Ekspresy (tokkyū) pokonują ten dystans odpowiednio w 149 min. i 126 min., uzyskując średnią prędkość 70,4 km/h i 68,9 km/h. W relacji Osaka – prefektura Mie, wobec małego wykorzystania linii JR Kansai-honsen (jap. JR関西本線), kolej Kintetsu nie ma konkurencji.

### Kierunek Matsusaka – Nagoja
- Nagoya-sen: Ise-Nakayama/Kawai-Takaoka – Kintetsu Yokkaichi – Kintetsu Nagoya. Przedłużenie na północ linii Yamada-sen do Nagoi przez zurbanizowane nabrzeże zatoki Ise, gdzie znajdują się miasta Tsu, Suzuka, Yokkaichi, Kuwana. W Nagoi, na odcinku Nagoya – Toda oraz w śródmieściu Yokkaichi linia jest bezkolizyjna, prowadzona częściowo na estakadzie. Długość linii – 74,4 km. Obciążenie: 21/12 – 16/10 par pociągów na godzinę.
  - Suzuka-sen:　伊勢若松 Ise-Wakamatsu – Hirata-chō. Linia dojazdowa na terenie miasta Suzuka. Obciążenie: 4/3 pary pociągów na godzinę.
  - Yunoyama-sen: Kintetsu Yokkaichi – Yunoyama-Onsen (m. Komono-chō). Obciążenie: 4/3 pary pociągów na godzinę.
  - Utsube-sen i Hachiōji-sen: Kintetsu Yokkaichi – Utsube/Nishi-Hino. Dwie linie typu tramwaju dojazdowego na torze 762 mm, położone w mieście Yokkaichi[1]. Zasilanie górne =750 V. Prędkość dopuszczalna – 45 km/h. Obciążenie na każdej linii: 3/2 pary pociągów na godzinę.
  - Yōrō-sen: Kuwana – Ōgaki – Ibi (m. Ibigawa-chō). Linia łączy miejscowości położone na zachodnim brzegu rzeki Ibigawa. Rozstaw szyn – 1067 mm. Infrastruktura należy do Kintetsu, ale eksploatacją zajmuje się kolej „trzeciego sektora” Yōrō Tetsudō.

W relacji Nagoja – południowa część prefektury Mie kolej konkuruje z liniami sieci JR (Kansai-honsen, Kisei-sen, Sangū-sen), ma jednak trasę krótszą i szybszą.

### Kierunek Osaka – Nara
- Namba-sen: Kintetsu Namba – Uehonmachi; stanowi krótką, podziemną linię „głębokiego wprowadzenia” dla pociągów linii Nara, doprowadzającą je do centrum handlowo-rozrywkowego Namba dzielnicy Minami – południowego śródmieścia Osaki. Pociągi linii Ōsaka kończą na czołowej części dworca Uehonmachi, z wyjątkiem większości pociągów tokkyū. Obciążenie: 20/18 par pociągów na godzinę.
- Nara-sen: (Uehonmachi -) Fuse – Ikoma – Yamato-Saidaiji – Kintetsu Nara. Linia łączy Osakę z Narą; i jest najstarszą w całej sieci. Na odcinku Fuse – Uehonmachi linia przebiega na osobnej parze torów w korytarzu Ōsaka-sen. Do skrzyżowania z autostradą obwodową linia znajduje się na estakadzie (bud. 1967, 1969, 1977). Przez pasmo wzgórz między Osaką i Ikomą linia przedostaje się Nowym Tunelem Ikoma, długości 3,6 km. Obciążenie: 16/12 par pociągów na godzinę.
  - Ikoma-sen: Ikoma – Ōji; odgałęzienie w zachodniej części prefektury Nara. Obciążenie: 8/4 par pociągów na godzinę.
  - Ikoma Kōsaku-sen: funikular (na dolnym odcinku dwa równoległe funikulary) między stacjami Ikoma i Ikoma-sanjō; tor 1067 mm.

Żadna z innych kolei nie zdecydowała się na budowę linii najkrótszą trasą, przez tunel pod wzgórzami otaczającymi Osakę, wskutek czego Kintetsu w relacji Osaka – Nara jest bezkonkurencyjna.

### Kierunek Kioto – Kashihara

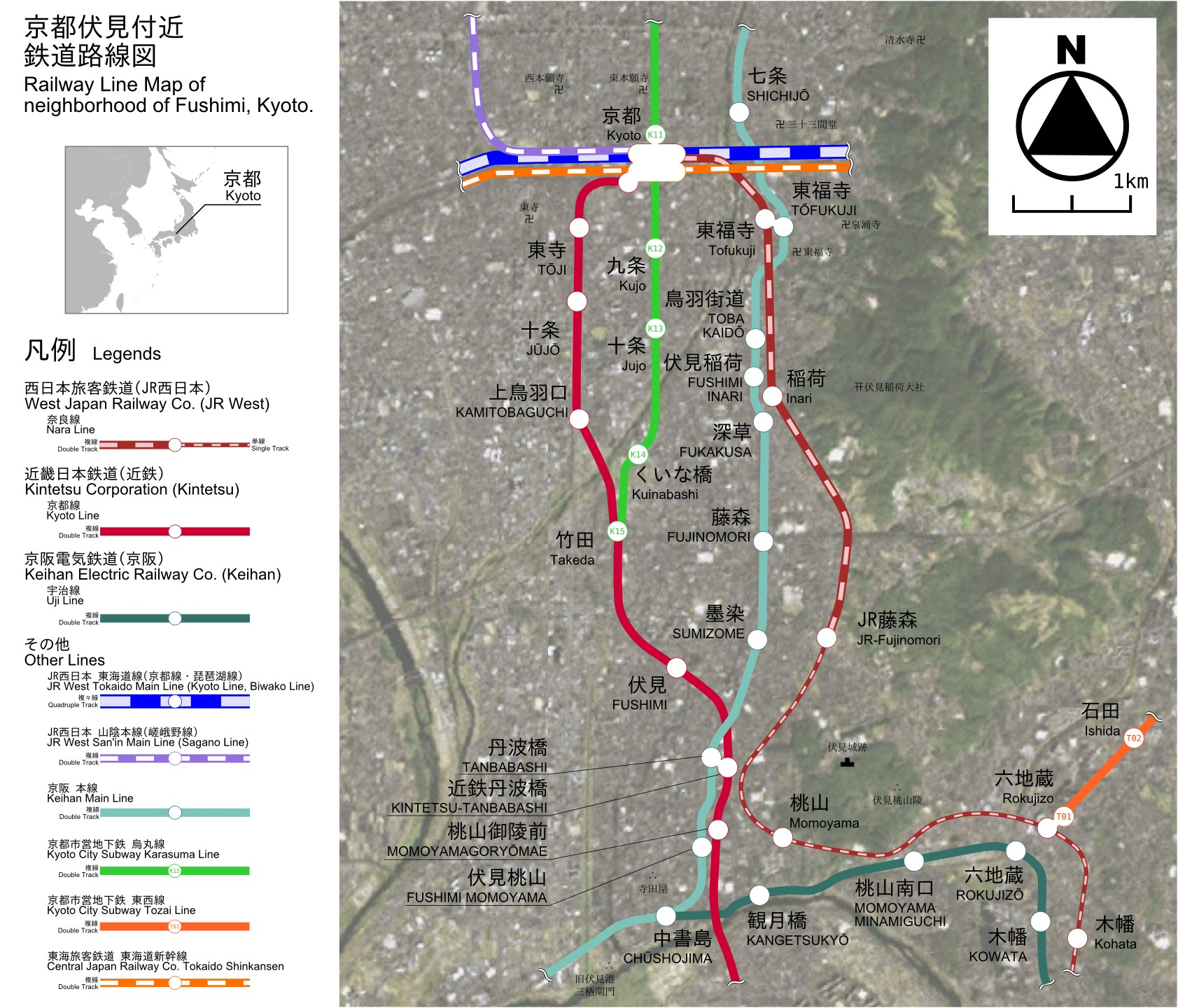
Południowe Kioto – układ linii szybkich kolei miejskich. Linia Kintetsu Kyōto pokazana na czerwono

- Kyōto-sen: 近鉄京都 Kintetsu Kyōto – Yamato-Saidaiji. Linia łączy Kioto z Narą, dawna linia kolei Naraden. Na stacji Takeda w południowym Kioto linia jest połączona z Karasuma-sen metra w Kioto (część pociągów kyūkō z Nary przechodzi na metro). Na odcinku Kyōto – Takeda linia znajduje się na estakadzie (bud. 1969, 1999). Obciążenie: 18/16 par pociągów na godzinę.
- Kashihara-sen: Yamato-Saidaiji – Kashihara-jingū-mae. Linia stanowi przedłużenie Kyōto-sen na południe prefektury Nara. Obciążenie: 11/8 par pociągów na godzinę.
  - Tenri-sen: Hirahata – Kintetsu Tenri; na linię wjeżdżają pociągi z Kioto. Obciążenie: 7/4 pary pociągów na godzinę.
  - Tawaramoto-sen: Nishi-Tawaramoto – Shin-Ōji; odgałęzienie do Ōji, gdzie plac przed dworcem JR Ōji oddziela końcową stację tej linii od końcowej stacji linii Ikoma-sen. Linia jest eksploatowana osobno. Obciążenie: 4/3 pary pociągów na godzinę.

W relacji Kioto – Nara Kintetsu ma przewagę nad równoległą linią JR Nara dzięki minimalnie krótszym czasom przebiegu najszybszych pociągów (39 min. wobec 46 min.), dworcowi końcowemu w Narze, położonemu bardziej centralnie, bliżej popularnego kompleksu świątyń oraz wprowadzaniu niektórych pociągów do centrum Kioto dzięki współpracy z metrem.

### Kierunek Osaka – „Miasto Nauki Kansai”
„Miasto Nauki Kansai” (Keihanna Gakken-toshi) to obszar nowej urbanizacji na terenie prefektur: Osaka, Nara i Kioto, zamierzony jako pole rozwoju nauki, edukacji i sztuki. Połączyła je z Osaką nowa linia:
- Keihanna-sen: Nagata – Ikoma – Gakken-Nara-Tomigaoka. Linia miejsko-aglomeracyjna, będąca przedłużeniem Chūō-sen metra osakijskiego. Zasilanie z trzeciej szyny. Przez góry między Osaką i Ikomą linia przechodzi tunelem Ikoma, długości 4,8 km, który częściowo jest poszerzonym, pierwotnym tunelem Nara-sen z 1914 r. Linia należy do tzw. „Kategorii 2", tzn. infrastruktura jest własnością innej kolei – Nara-Ikoma Kōsoku Tetsudō (pol.: „Szybka Kolej Nara-Ikoma”), ale eksploatowana jest przez Kintetsu. Linię obsługują pociągi własne Kintetsu i pociągi Chūō-sen metra w Osace. Obciążenie: 14/8 par pociągów na godzinę na odcinku Nagata – Ikoma i 8/4 na pozostałej części trasy.

### Kierunek Osaka – Kashihara – Yoshino
Sieć obejmuje linie na torze 1067 mm. W obsłudze kierunku Osaka – południowa część Prefektury Nara kolej Kintetsu nie ma konkurencji.
- Minami-Ōsaka-sen (pol.: „Linia Południowej Osaki”): Ōsaka-Abenobashi – Dōmyō-ji – Furuichi – Kashihara-jingū-mae. Ostatnia stacja jest jednocześnie zakończeniem linii normalnotorowej z Kioto. Na odcinku Abenobashi – most na rzece Yamato-gawa (granica miasta Osaka) linia przebiega na estakadzie (bud. 1976, 1987). Długość linii – 39,8 km. Obciążenie w Osace: 21/15 par pociągów na godzinę.
  - Dōmyōji-sen: Dōmyōji – Kashiwara. Linia łączy magistrale JR Kansai-honsen i Minami-Ōsaka-sen. Obciążenie: 4/3 pary pociągów na godzinę.
  - Nagano-sen: Furuichi – Kawachi-Nagano. Linia łączy miejscowości leżące u podnóża gór w południowo-wschodniej części Prefektury Osaka, ostatnia stacja jest wspólna z magistralą Kōya-sen kolei prywatnej Nankai. Obciążenie: 7/4 pary pociągów na godzinę.
  - Gose-sen: Shakudo – Gose; krótka linia dowożąca. Obciążenie: 6/4 pary pociągów na godzinę.
  - Yoshino-sen: Kashihara-jingū-mae – Yoshino. Jedna z ważniejszych linii górskich w regionie Kinki, doprowadzonych do miejsca pielgrzymkowego. Obciążenie: 7/3 pary pociągów na godzinę.

## Obsługa sieci

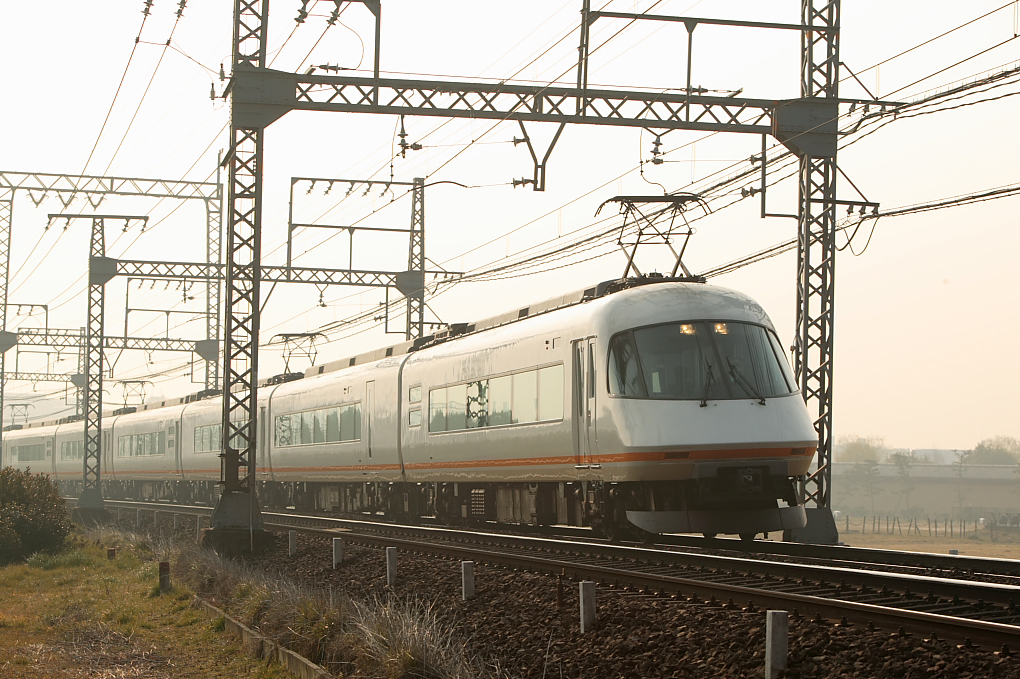
„Urban Liner Plus” (typ „21000”) dla ekspresów – „sztandarowy” pociąg Kintetsu (tutaj na Nara-sen)

Wszystkimi liniami głównymi prowadzi się ruch lokalny i pośpieszny różnych typów. Ponieważ linie te są dwutorowe, a ruch pociągów gęsty, stosuje się metodę wyprzedzania pociągów wolniejszych przez szybsze z wykorzystaniem torów bocznych na stacjach.
Pociągi lokalne określane są mianem futsū, przyśpieszone na początku trasy – junkyū, pośpieszne – kyūkō, ekspresy – tokkyū. Na Nara-sen i na Ōsaka-sen w godzinach szczytu zamiast kyūkō pojawiają się „podmiejskie przyśpieszone pośpieszne” – kukan kaitoku kyūkō i „przyśpieszone pośpieszne” – kaitoku kyūkō, różniące się od siebie zasięgiem tras. Wszystkie te pociągi mają tę samą taryfę.
„Przechodzenie pociągów” między Kyōto-sen a Karasuma-sen metra Kioto dotyczy pośpiesznych z/do Nary (dwie pary na godzinę poza godzinami szczytu) oraz lokalnych z/do stacji Shin-Tanabe, leżącej na trasie (dwie pary na godzinę przez cały dzień). Na linii Keihanna wszystkie pociągi wjeżdżają na linię Chūō metra w Osace. Wjazd na współpracującą linię metra nie daje żadnych ulg taryfowych: płaci się jak za osobny bilet.
Wszystkie główne linie Kintetsu obsługiwane są siecią ekspresów (p. układ linii), na których obowiązuje rezerwacja miejsca, wiążąca się z dopłatą. Dopłata ta wynosi ok. 80% ceny biletu podstawowego (zależnie od dystansu 500 – 1850 jenów). Czas przejazdu ekspresem może być o połowę krótszy od czasu przejazdu pociągiem lokalnym, np. w relacji Namba – Nara wynosi on 36 min. wobec 69 min. Ekspresy służą głównie do podróży na dalsze odległości, zwykle nie dla dojazdów do pracy. Niekiedy jednak uruchamia się je tylko w godzinach szczytu, aby część pasażerów mogła uniknąć ścisku na bardziej obciążonych trasach podmiejskich.
Najbardziej osobliwą formą działania Kintetsu jest konkurencja z koleją wysokich prędkości. Dwie pary ekspresów Meihan na godzinę kursują między dworcami Namba i Nagoya. Najszybsze z nich, zatrzymujące się tylko na Uehonmachi i Tsuruhashi w Osace, pokonują trasę w 2 h 6 min (przy odległości 183 km daje to średnią prędkość 87,1 km/h). W porównaniu z czasem przejazdu pociągami Shinkansen (53 min.) jest to znacznie dłużej, ale ich dworzec w Osace znajduje się poza śródmieściem, po jego przeciwległej stronie. Kintetsu oferuje też klientom bardziej komfortowe pociągi (typ 21000 i 21020 – tzw. Urban Liner) i nieco tańsze bilety – 4150 jenów wobec 5770 jenów.
W rozkładzie ruchu Osaka stanowi główny cel podróży. Ruch na liniach Nara i Ōsaka obsługuje w śródmieściu kilka stacji. Najbardziej obciążona jest Tsuruhashi – położona poza ścisłym centrum stacja przesiadkowa na obwodową linię miejską kolei JR (JR Kanjō-sen). Znacznie większym obciążeniem od historycznego dworca Uehonmachi odznacza się także podziemny terminal Namba. Abenobashi jest natomiast jedynym dworcem śródmiejskim linii Minami Ōsaka, kumuluje on zatem cały ruch na tej linii. Podobnie dzieje się w Nagoi. W Kioto ruch rozkłada się na współpracującą linię metra oraz na linię innej kolei prywatnej – Keihan, która ma stację na przedmieściach powiązaną ze stacją Kintetsu Tambabashi. Duże obciążenie stacji Gakkuen-mae ilustruje natomiast skuteczność polityki powiązania rozwoju przedmieść z linią kolejową, zainicjowanej jeszcze w okresie międzywojennym.
Taryfy podstawowe zależą od odległości, przy czym najniższa stawka – 150 jenów – jest niższa od stawek stosowanych w autobusach i w metrze. Przykładowe ceny biletów na wybranych odcinkach:
- 540 jenów – Uehonmachi – Nara, Uehonmachi – Yamato-Yagi, Kyōto – Yamato-Saidaiji;
- 610 jenów – Abenobashi – Kashihara-jingū-mae;
- 860 jenów – Kyōto – Yamato-Yagi;
- 1920 jenów – Nagoya – Kashino-jima.

## Ewolucja

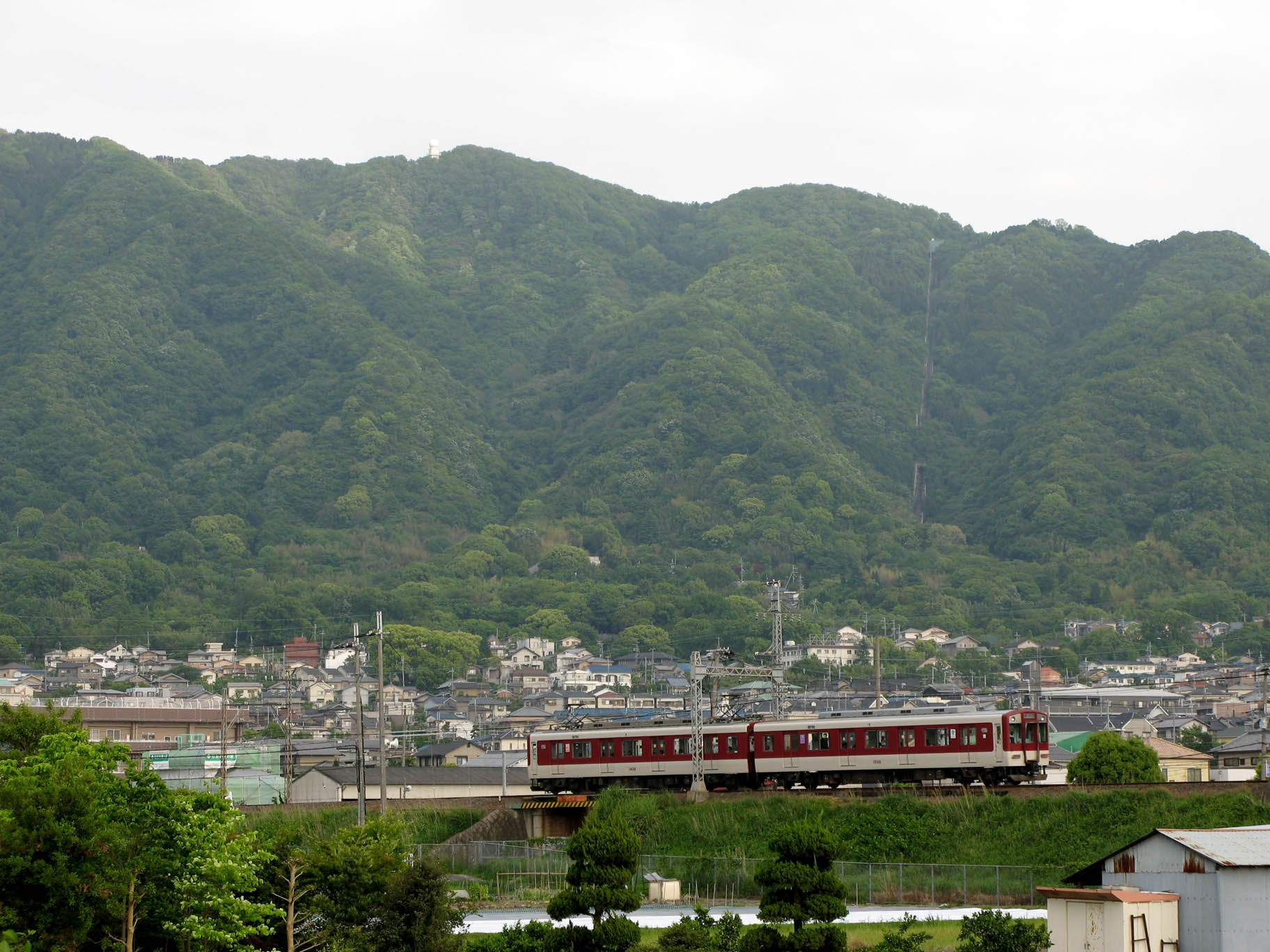
Yao. Pociąg na Shigi-sen. W oddali widoczna linia funikularu „Nishi-Shigi”

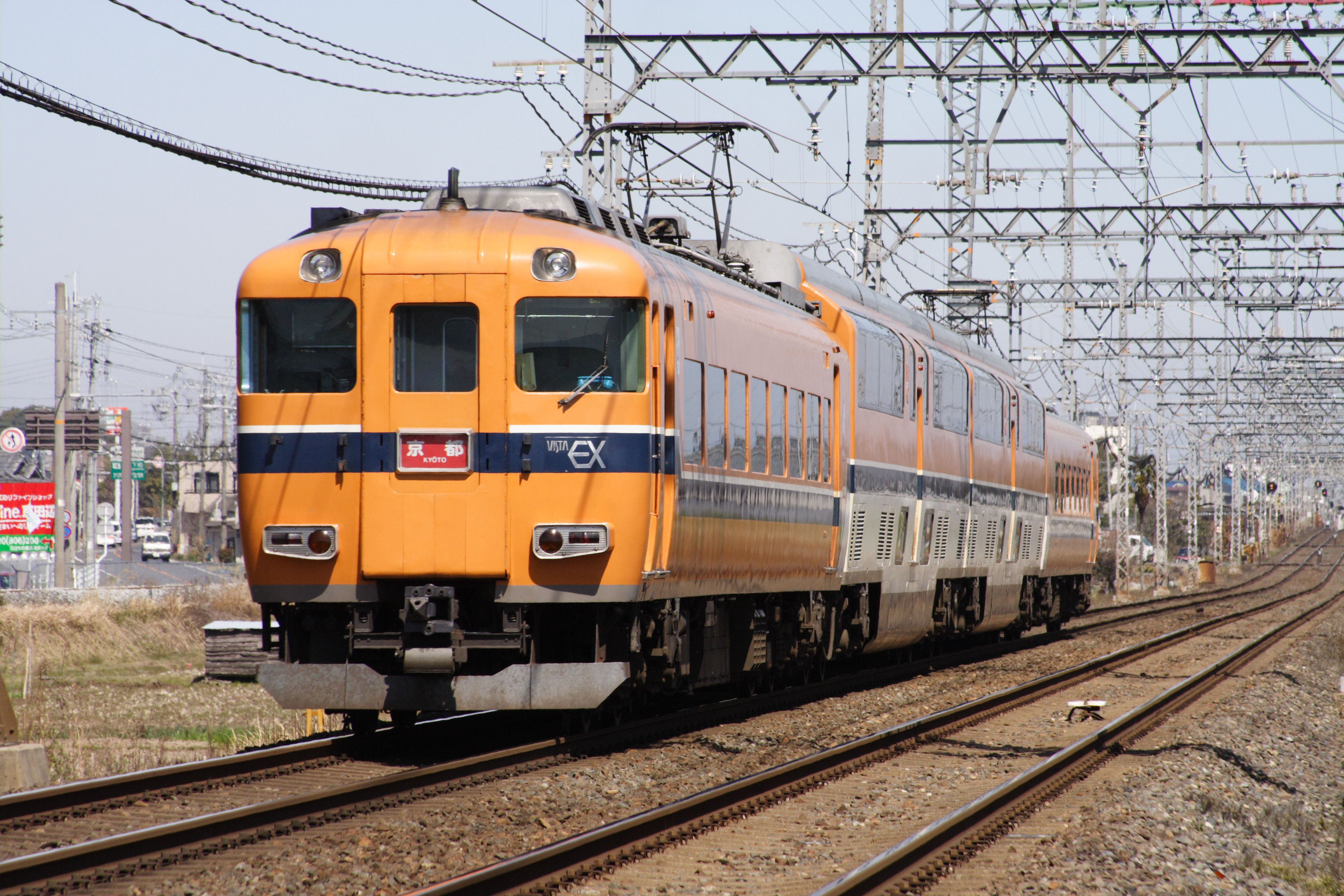
Skład ekspresu z „Vista Cars”

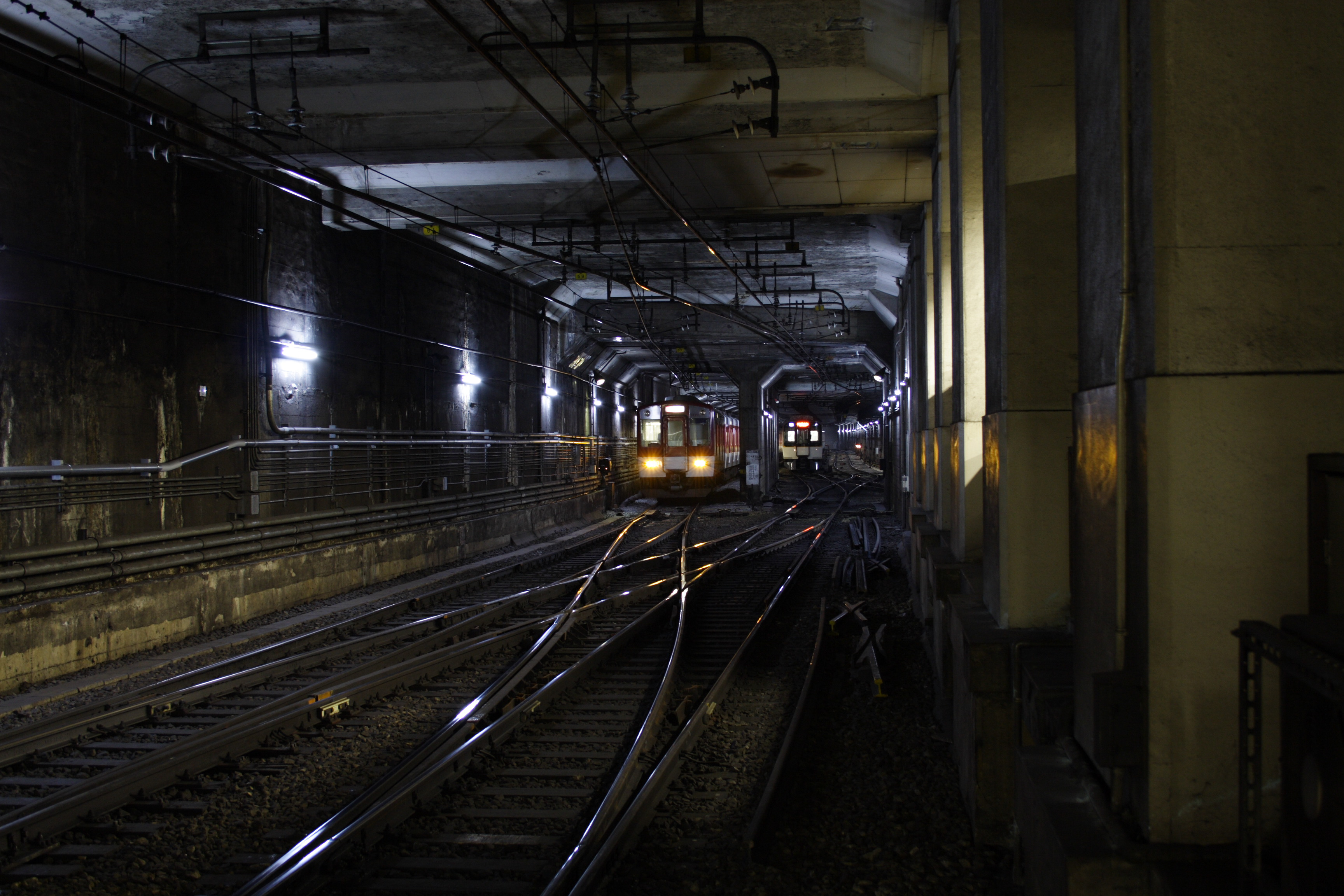
Osaka. Tory odstawcze na stacji Kintetsu Namba

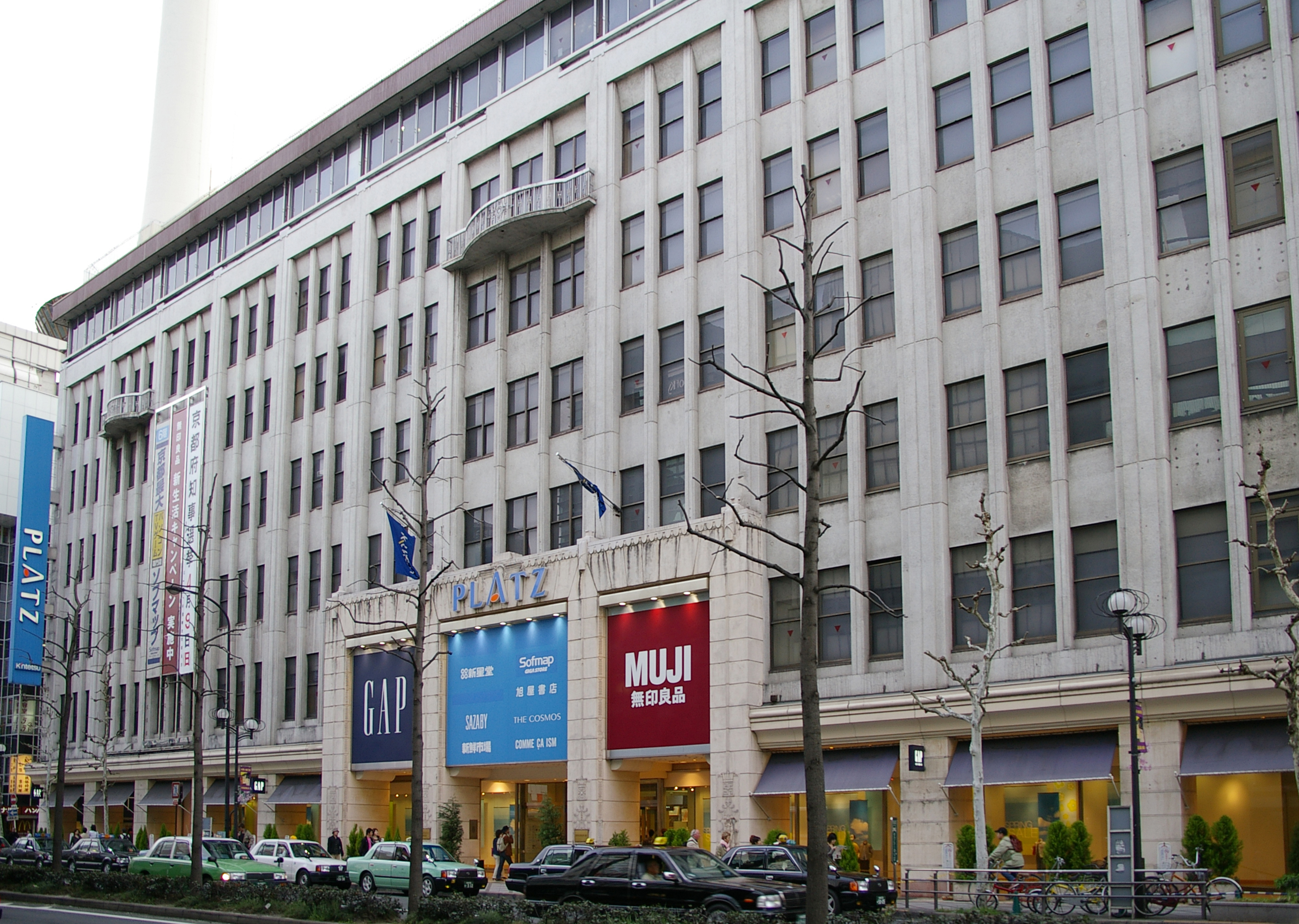
Kioto. Dom towarowy „Kintetsu Platz” przegrał konkurencję z kompleksem handlowym Dworca Kyōto i został zamknięty w 2007 r.

Podobnie jak większość prywatnych kolei aglomeracyjnych w Japonii, obecna Kintetsu jest produktem długiej ewolucji od elektrycznej kolejki dojazdowej, wzorowanej na amerykańskim „interurban”, do „ciężkiej” kolei podmiejskiej, eksploatującej długie pociągi o różnym charakterze obsługi – od miejskich, po szybkie dalekobieżne. Okolicznością sprzyjającą w tym procesie był fakt, że kolej od początku dysponowała trasami niezależnymi od sieci ulicznej, które już przy minimalnych zabezpieczeniach punktów kolizji mogły służyć szybkim pociągom. Sukces Kintetsu opierał się też na stworzeniu linii bezpośrednio łączących wybrane miasta, możliwych dzięki budowie tuneli przez pasma górskie. Stworzyły one kolei pozycję bez konkurencji ze strony kolei państwowej, która nie zdecydowała się na rozbudowę sieci w trudnym, górskim regionie środkowego Kinki. Do sukcesu Kintetsu przyczyniła się też monopolizacja dokonana w okresie II wojny światowej, która wyeliminowała potencjalną konkurencję prywatną. Konsekwencją monopolizacji była integracja sieci, obejmująca konwersję nowo przejętych tras na tor normalny. Trzecim czynnikiem sukcesu była prowadzona stale wszechstronna modernizacja – taboru i infrastruktury, obejmująca nawet całkowitą przebudowę wielu górskich odcinków linii. W II poł. XX w. większa część linii przebiegających na obszarze dużych miast została przebudowana na bezkolizyjne, zwykle nadziemne. Po czwarte wreszcie Kintetsu, podobnie jak inne koleje prywatne, wcześnie zaangażowała się w działalność towarzyszącą, mającą rozmaitymi środkami zwiększyć klientelę kolei i stworzyć jej pozytywny image społeczny (handel wielkogabarytowy na dworcach, zakładanie osiedli na liniach wylotowych, centra rozrywki, sport).

### Kalendarium
- 1898 – otwarcie odgałęzienia linii Namba – Ōji (kolei Ōsaka Tetsudō, obecnie JR Kansai-honsen) – parowej linii kolei prywatnej Kayō Tetsudō między Kashiwarą i Tondabayashi. W 1902 przedłużono ją do Nagano (wtedy kolej miała już zmienioną nazwę na Kanan Tetsudō). Linia Kashiwara – Kawachi-Nagano to najstarszy element obecnej sieci Kintetsu, tworzący linie Dōmyōji i Nagano sieci wąskotorowej. W 1919 r. kolej zmieniła nazwę na Ōsaka Tetsudō (druga kolej tej nazwy[4]; w skrócie Daitetsu).
- 1914 – założona w 1910 r. firma Ōsaka Denki Kidō (pol.: „Tramwaj elektryczny Osaki”), w skrócie Daiki (założona jako Nara Kidō), otwiera linię tramwaju dojazdowego między Uehonmachi (Osaka) i Narą, długości 30,6 km. Linia wykorzystywała specjalnie zbudowany, dwutorowy Tunel Ikoma.

Mimo że przed powstaniem linii Uehonmachi – Nara funkcjonowały już inne koleje (także elektryczne), które później weszły w skład sieci Kintetsu (np. Hase Kidō w Sakurai istniała od 1909, Mie Kidō i Yoshino Tetsudō od 1912, a Hokusei Tetsudō od 1914), to jednak Daiki jest oficjalnie uznawana za protoplastę Kintetsu.
- 1916-22 – otwarcie kolejnych odcinków linii Iga-Ueno – Iga-Kambe – Nishi Nabari. Elektryfikacja 1926.
- 1918 – budowa pierwszego funikularu Ikoma (do świątyni Hozan-ji). Drugi funikular, na szczyt góry Ikoma powstał w 1929, kiedy to otwarto tam duży park rozrywki kolei Daiki.
- 1921 – zakup parowej linii wąskotorowej kolei Tenri Keiben Tetsudō (pol.: „Kolej Lekka Tenri”; tor 762 mm) Tenri – Hirahata – Horyū-ji; 1922 przebudowa odcinka Hirahata – Tenri na tor normalny i elektryfikacja (obecnie Tenri-sen); parową linię Hirahata – Horyū-ji zamknięto 1945.
- 1921-23 – otwarcie kolejnych odcinków Kashihara-sen.
- 1922 – kolej Shigi-Ikoma Denki Tetsudō otwiera funikular między Shigi-san i Ōji, tzw. potem „Higashi-Shigisan Cable” (pol.: „kolej linowa wschodniego Shigi”).
- 1923 – kolej Daitetsu otwiera linię elektryczną Tennōji (potem Abenobashi) – Dōmyōji, zasilaną =1500 V.
- 1926 – otwarcie przebudowanego dworca Uehonmachi w Osace, z gmachem domu towarowego Daiki.
- 1926 – otwarcie parku rozrywkowego Ayameike (zamknięto go w 2004).
- 1924-29 – otwarcie kolejnych odcinków Sakurai-sen (obecnie część Ōsaka-sen) między Fuse i Sakurai. Kolej była własnością Sangū Kyūkō Dentetsu (w skrócie Sankyū), zarządu afiliowanego przy Daiki.
- 1928 – ukończenie linii Yoshino Tetsudō między Kashihara-jingū-mae i Yoshino. Pierwsza część trasy, Yoshino – Yoshinoguchi powstała już w 1912 r.
- 1928 – kolej Nara Denki Tetsudō (Naraden) otwiera linię Kioto – Saidaiji.
- 1929 – otwarcie stadionu rugby Hanazono.
- 1930 – otwarcie linii Shigisan-sen (Shigisan Kyūkō Denki Tetsudō), funikularu na zachodnim stoku Shigi-san („Nishi-Shigisan Cable”) oraz dwukilometrowej linii elektrycznej na szczycie góry (Sanjō-sen).
- 1931 – ukończenie linii Sakurai – Ise (dworzec Ujiyamada) kolei Sankyū, przeprowadzonej przez pierwszy Tunel Aoyama, zbudowany rok wcześniej.
- 1933 – w okolicach Tsuruhashi (Osaka, wyprowadzenie linii z Uehonmachi) przełożenie torowiska na estakadę.
- 1936 – Sankyū przejmuje Ise Denki Tetsudō.
- 1938 – otwarcie podziemnego dworca Nagoya kolei Kansai Kyūkō Dentetsu (Kankyūden) i jej linii do miasta Kuwana (tor 1067 mm). Powstało w ten sposób połączenie obu miast alternatywne dla Kolei Kokutetsu, ale na razie wymagające przesiadki ze względu na różny rozstaw torów, możliwe dzięki współpracy trzech kolei: Daiki, Sankyū oraz Kankyūden (obecne linie Ōsaka i Nagoya). Ta ostatnia, wraz z Yōrō Denki Tetsudō, została przejęta przez Sankyū w 1940.
- 1941 – wielka fuzja powiększonej kolei Sankyū z koleją Daiki. Nowy zarząd kolejowy przyjął nazwę Kansai Kyūkō Tetsudō. Nowa Kankyū przejęła dwa lata później kolej Ōsaka Tetsudō, a w 1944 – Shigisan Kyūkō, domy towarowe „Daitetsu”. W tym samym roku powiększona Kankyū połączyła się z Nankai Denki Tetsudō, tworząc korporację pod obecną nazwą Kinki-Nippon Tetsudō (Kintetsu). Tendencja do konsolidacji mniejszych sieci kolejowych i tworzenia monopoli widoczna była w tym czasie także w innych miastach Japonii.
- 1947 – powojenna częściowa demonopolizacja: oddzielenie się kolei Nankai od Kintetsu.
- 1949 – utworzenie drużyny baseballowej Kintetsu.
- 1950 – rozpoczęcie przedsięwzięcia deweloperskiego Gakuen-mae (na Nara-sen).
- 1956 – dodanie drugiej pary torów na linii doprowadzającej do Uehonmachi (Fuse – Uehonmachi).
- 1958 – na linii Uehonmachi – Ujiyamada wprowadzenie wagonów z wysoko umieszczonym pokładem („Vista Cars”).
- 1958 – Kintetsu idzie z duchem czasu: otwarcie pierwszego odcinka obecnej Shigi-Ikoma Skyline – płatnej drogi wzdłuż grani wzgórz otaczających Osakę od wschodu.
- 1959 – konwersja linii Nagoya na tor normalny. Wprowadzenie Vista Cars do składów łączących Osakę z Nagoją.
- 1960 – otwarcie Yamato-bunkakan – muzeum sztuki eksponującego zbiory wschodnioazjatyckie gromadzone przez Kintetsu od 1946 r. (Gakuen-mae, Nara). W 1994 r. w tej samej okolicy otwarto drugie muzeum: Shōhaku Bijutsukan.
- 1963 – przejęcie przez Kintetsu linii Naraden. Otwarcie Suzuka-sen.
- 1964 – Ukończenie nowego Tunelu Ikoma. Przejęcie sieci Shigi-Ikoma Denki Tetsudō (Ikoma – Ōji – Tawaramoto). Zamknięcie odcinka Nishi Nabari – Iga-Kambe linii Iga-sen.
- 1964-66 – rozbudowa sieci połączeń ekspresowych, zwłaszcza z Kioto.
- 1965 – w okolicach Yokkaichi przejęcie sieci wąskotorowych kolejek Mie Denki Tetsudō, budowanych od 1912 r. i liczących niemal 70 km.
- 1968 – otwarcie hotelu i domu towarowego Kintetsu w Centrum Japońskim w San Francisco.
- 1969 – otwarcie dworca Kintetsu Nara przełożonego pod ziemię (ukończenie „Kintetsu Namba Building” miało miejsce dopiero w 1980 r.). Nadbudowa peronów dworca Uehonmachi (ukończenie zespołu: 1985). Podwyższenie napięcia w sieci trakcyjnej linii Nara, Kyōto, Kashihara, Tenri, Ikoma i Tawaramoto z 600 V do 1500 V.
- 1970 – w Osace otwarcie linii podziemnej Uehonmachi – Namba. Otwarcie przebudowanej linii Ujiyamada – Toba (przebudowa wprowadziła na tym odcinku tor normalny). Przekucie torów Shima-sen na rozstaw normalny.
- 1973 – modernizacja Kashihara-sen; poszerzenie rozstawu osi torów.
- 1975 – ukończenie dobudowy drugiego toru na Ōsaka-sen i Toba-sen. Ukończenie Nowego Tunelu Aoyama.
- 1983 – zamknięcie funikularu Higashi-Shigi.
- 1986 – otwarcie linii Higashi-Ōsaka z Osaki do Ikomy (obecnie część linii Keihanna). Pierwsza linia zasilana trzecią szyną, pierwsza linia w pełni bezkolizyjna. Wprowadzenie „przechodzenia pociągów” na współpracującą linię metra Chūō.
- 1987 – w Osace przełożenie na estakadę linii Minami-Ōsaka.
- 1988 – rozpoczęcie „przechodzenia pociągów” między metrem w Kioto a linią Kyōto. Ukończenie nadbudowy dworca Abenobashi w Osace. Wprowadzenie pierwszych typów pociągów „Urban Liner” na sieci normalnotorowej.
- 1989 – początek wprowadzania pociągów bez konduktorów na mniej obciążonych liniach; rozpoczęto je od linii Utsube i Hachiōji. Przechodzenie na system bezkonduktorski trwa do pierwszych lat XXI w.
- 1993 – ukończenie dobudowy drugiego toru na Shima-sen.

W początkach wieku nastąpiła seria zamknięć urządzeń rozrywki (np. Momoyama Castle Castleland, Ayameike, stadion Fujiidera). Zamknięto także Teatr Kintetsu. Jednocześnie kolej musi sobie radzić ze spadkowym trendem przewozów, utrzymującym się od dawna i charakterystycznym dla kolei regionu (w ostatniej dekadzie XX w. zmniejszyły się one na Kintetsu o ok. 1/7).
- 2006 – przejęcie eksploatacji nowo otwartej linii Keihanna. Jej nazwą objęto też funkcjonującą wcześniej linię Higashi-Ōsaka.
- 2007 – przekazanie eksploatacji linii Iga i Yōrō kolejom „trzeciego sektora”.
- 2009 – otwarcie podziemnego połączenia linii Namba-sen z siecią kolei Hanshin (Nishi-Ōsaka-sen) w Osace. Linia umożliwia eksploatację bezpośrednich pociągów między Narą i Kobe[5].

### Projekty
- Zabudowa otoczenia stacji na linii Keihanna.
- Przedłużenie linii Keihanna w kierunku stacji Takanohara na linii Kyōto.
- Budowa, do 2014 r., na dworcu Ōsaka-Abenobashi najwyższego wieżowca w Japonii, mierzącego ponad 300 m[5].

## Inne formy działalności
Korporacja Kintetsu (jap. 近畿日本鉄道株式会社 Kinki-Nippon Tetsudō Kabushiki-gaisha; ang. „Kintetsu Corporation”) obejmuje 125 firm. 24,6% przychodów korporacji pochodzi z działalności transportowej, 47,9% z handlu detalicznego, 13,3% z działalności deweloperskiej, 12,2% z działalności rozrywkowo-usługowej.

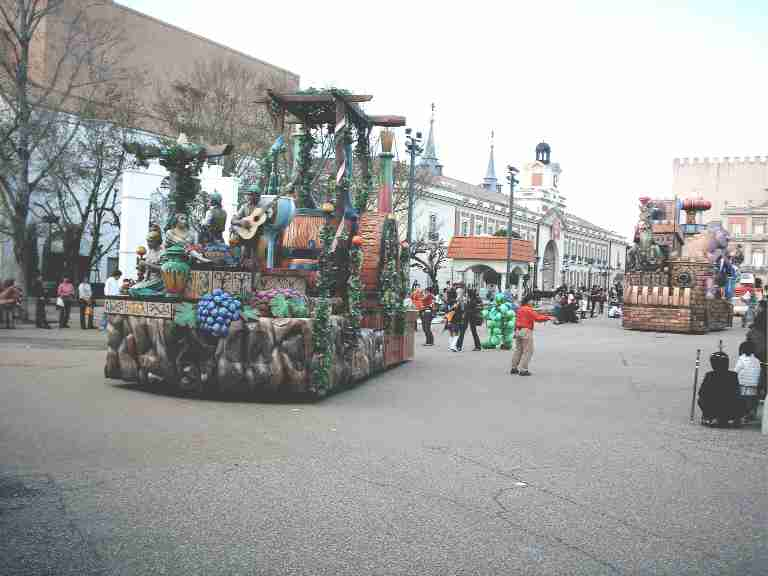
Shima. Park rozrywkowy „Spain-mura”

Szeroką aktywność grupy w sektorze transportowym otwiera, poza koleją, eksploatacja sieci autobusowych. Największa firma, Kintetsu Bus Kabushiki-gaisha, posiada 430 autobusów i obsługuje trasy o łącznej długości 5393 km. Poza regionem Kinki, korporacja posiada też sieci autobusowe na wielu obszarach południowo-zachodniej Japonii. Korporacja zajmuje się też eksploatacją autobusów dalekobieżnych, taksówek, wypożyczaniem samochodów, spedycją drogową, a także lotniczą. Na pograniczu transportu i rozrywki lokuje się eksploatacja kilku kolei linowych, w tym w uzdrowisku Beppu na Kiusiu.
Rozrywka, kultura i rekreacja: coraz mniej miejsca zajmuje firmie patronat nad zawodowym sportem (zrezygnowała z własnej drużyny baseballowej – Ōsaka Kintetsu Bafarōzu), chociaż nadal prowadzi stadion rugby Hanazono. Więcej natomiast działa w zakresie „przemysłu wolnego czasu” zwróconego do indywidualnego odbiorcy. Kintetsu prowadzi biuro podróży, hotele, pola golfowe. Prowadzi też park tematyczny „Wioska hiszpańska” (jap. スペイン村 Supein-mura) w mieście Shima, czyli na końcu swojej najdłuższej linii. Tam właśnie skupia się większość instytucji Kintetsu w tym sektorze.
Domy towarowe, zarządzane przez Kabushiki-gaisha Kintetsu Hyakkaten, znajdują się nie tylko na dworcach Kintetsu, ale również w innych miastach kraju i za granicą.
Korporacja posiada też w Osace jedną z największych japońskich wytwórni taboru kolejowego: Kinki Sharyō Kabushiki-gaisha; założoną w 1920 r.; pod obecną nazwą od 1945 r.
Działalność deweloperska (najważniejsza firma to Kintetsu Fudōsan Kabushiki-gaisha) skupia się na zabudowie mieszkaniowej lokowanej wzdłuż linii kolejowych Kintetsu (ostatnio zwłaszcza na Keihanna-sen) oraz na zabudowie biurowej w centrach miast.